# أسرة ليو

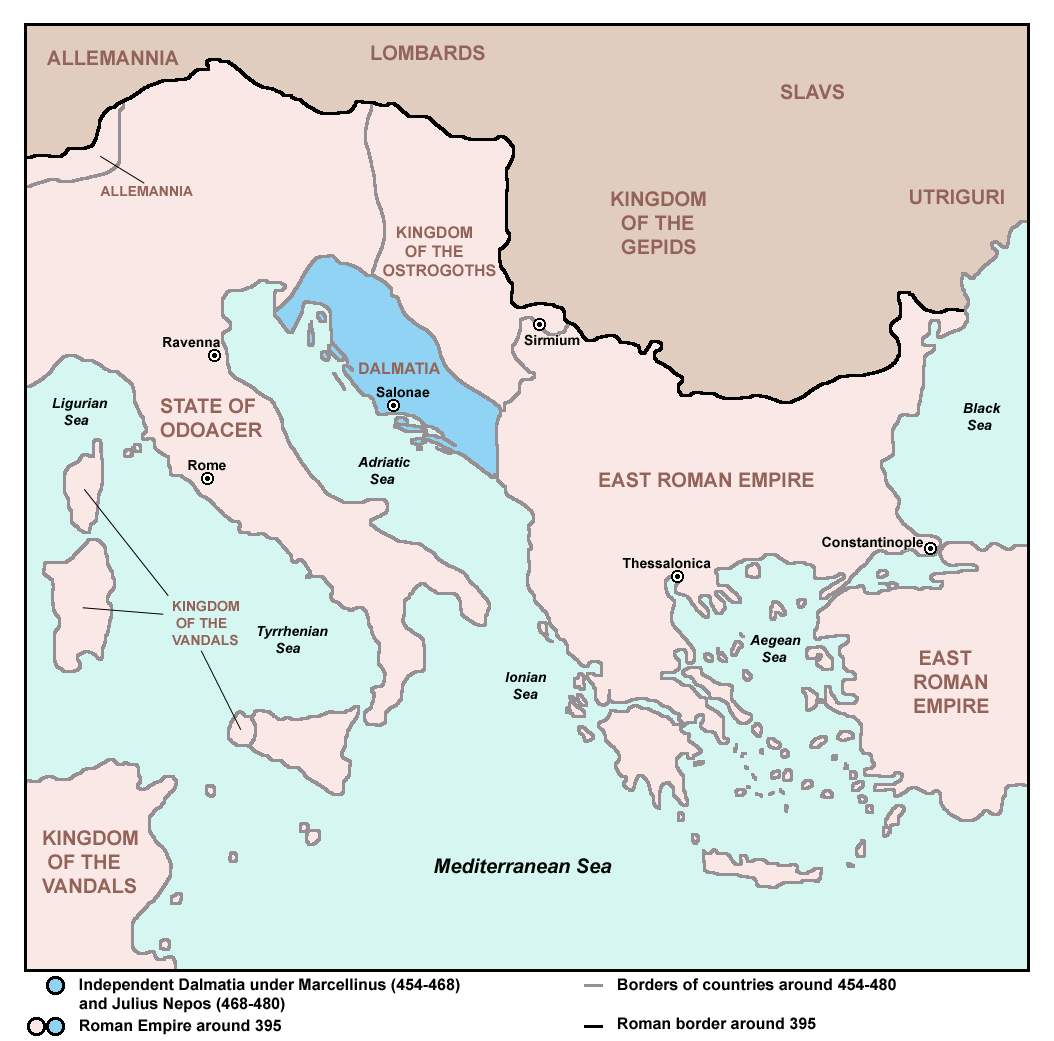
دالماسيا تحت حكم يوليوس نيبوس

حكمت أسرة ليو الإمبراطورية الرومانية الشرقية من 457 إلى 518 (وأجزاء متغيرة من الإمبراطورية الرومانية الغربية من 474 إلى 480).
حكم يوليوس نيبوس على الدويلة الرومانية دالماسيا بعد سقوط الإمبراطورية الرومانية الغربية.